# (456) Abnoba
Abnoba és el nom que rep l'Asteroide número 456 del cinturó d'asteroides. Fou descobert pels astrònoms Max Wolf i Friedrich Karl Arnold Schwassmann el 4 de juny del 1900 des de l'Observatori de Heidelberg-Königstuhl, a Heidelberg (Alemanya).
El seu nom provisional era 1900 FH.